# Le Maire-szoros
A Le Maire-szoros (spanyolul: Estrecho de Le Maire) a Tűzföld fő szigetét és az Államok-szigetet elválasztó tengerszoros Argentína déli csücskénél. Nevét felfedezőjéről, a holland Jacob Le Maire-ről kapta.

## Leírás
A legkeskenyebb pontján mintegy 29 km széles szoros az Argentin-tenger déli részén, Tűzföld fő szigete (azon belül a Mitre-félsziget) és az Államok-sziget között húzódik. Közigazgatásilag Argentína Tűzföld tartományának Ushuaia megyéjéhez tartozik.
Hajózása veszélyes, egyrészt az erős áramlatok miatt (a tűzföldi San Diego-fok környezetében sebessége 4 csomó is lehet), másrészt azért, mert az Államok-sziget gyakran ködbe burkolózik, partjai mentén pedig sok a kis magasságú, ezért nehezen észrevehető apró sziget és szikla. Az árapály miatt a vízszint akár 6 métert változhat.

## Története
Tűzföld térségében már 13 000 évvel ezelőtt is éltek emberek. Körülbelül 6300 éve jelentek meg azok a csoportok, akik fakéregből készült kenukkal közlekedtek a tengereken és főként pingvin- és fókavadászatból tartották el magukat. Ők több alkalommal átkeltek ezen a szoroson is, sőt, megtelepedtek az Államok-szigeten is. Az újkorban a holland Willem Schouten és Jacob Le Maire fedezte fel a környéket, akik 1616 januárjában azzal a céllal érkeztek ide, hogy a Magellán-szoros helyett alternatív útvonalat találjanak az Atlanti-óceánról a Csendes-óceán felé. Cook kapitány első útja során, 1769 elején (kedvezőtlen időjárási körülmények között) szintén belépett a szorosba, majd 1775 elején újra áthajózott rajta. 1793 és 1794 fordulójának táján Alessandro Malaspina expedíciója az Európába való visszatérés során szintén átkelt a szoroson, bár odafelé elkerülte azt.